# Любартів
Люба́ртів (Любартув, пол. Lubartów) — місто в східній Польщі, на річці Вепр. Адміністративний центр Любартівського повіту Люблінського воєводства. Населення — 22 803 (2008 р.), 22 545 (2010 р.).

## Назва
Давніша назва міста — Левартів (пол. Lewartów).

## Географія
Місто розташоване у східній частині Любартівської височини (пол. Wysoczyzna Lubartowska), яка є частиною Південнопідляської низовини (пол. Nizina Południowopodlaska).

## Історія
Місто засноване польським шляхтичем Петром Фірлеєм на ґрунтах сіл Щекаркова, Луцки за дозволом короля Сигізмунда І Старого від 23 травня 1543 року.
У місті діяли відомі кальвінські школи, у яких за сприяння дідича — Миколая Фірлея — викладали учителі з Ляйпцига та Віттенберга. Також діяла школа аріан, а дідич сприяв переселенню до міста ремісників (зокрема, столярів, ковалів, боднарів, теслів, шевців) із Фландрії та Нідерландів, видаючи для них окремі привілеї. Завдяки добрій якості місцевих виробів англійські купці з Ельблонгу та Щецина купували їх у своїх інтересах. Наприкінці 1883 року тут мешкали 4869 осіб, з них 2400 чоловіків та 2469 жінок, 2148 римо-католиків, 22 православних, 18 євангелістів, 2681 юдеїв.
У 1929 році польська адміністрація в рамках великої акції Ревіндикації зруйнувала місцеву православну церкву.

## Населення
Демографічна структура станом на 31 березня 2011 року:
|          | Загалом | Допрацездатний вік | Працездатний вік | Постпрацездатний вік |
| -------- | ------- | ------------------ | ---------------- | -------------------- |
| Чоловіки | 10858   | 2043               | 7867             | 948                  |
| Жінки    | 11915   | 1980               | 7607             | 2328                 |
| Разом    | 22773   | 4023               | 15474            | 3276                 |

## Пам'ятки
- Палац Сангушків
- Базиліка святої Анни
- Монастир капуцинів
- Єврейський цвинтар

## Спорт
діють кілька спортивних клубів, зокрема:
- Молодіжний легкоатлетичний клуб «НЕФРИТ» (пол. Młodzieżowy Klub Lekkoatletyczny "NEFRYT")
- Любартівські учнівські спортивні клуби «ЛУКС» (пол. Lubartowski Uczniowski Klub Sportowy «LUKS») і «РЕКОРД» (пол. Uczniowski Klub Sportowy «REKORD»)
- Молодіжний спортивний клуб «Любартів» (пол. Młodzieżowy Klub Sportowy LUBARTÓW)
- Любартівське товариство снукеру і більярду (пол. Lubartowskie Stowarzyszenie Snookera i Bilarda "LSSiB").[10]

## Транспорт
Через місто пролягають:
- крайова автодорога № 19 Ряшів — Люблін — Любартів — Мендзижеч-Підляський — Сім'ятичі — Білосток (пол. Rzeszów — Lublin — Lubartów — Międzyrzec Podlaski — Siemiatycze — Białystok)
- воєводська автодорога № 815 Парчів — Вишничі (пол. Parczew — Wisznice).
- залізнична гілка № 30 Луків — Люблін (пол. Łuków – Lublin). Є залізнична станція, зупинки «Lubartów Lipowa» та «Lubartów Słowackiego».

## Відомі люди
- Миколай Фірлей — воєвода люблінський, заснував у Любартові кальвінський збір (протестантську церкву),[11] не мав синів, тому його чотири дочки внесли батькові маєтності своїм чоловікам.[7]
- князь Станіслав Вінцентій Яблоновський — помер у місті.[12]